# Résolution 1603 du Conseil de sécurité des Nations unies
Membres permanents
- Chine
- États-Unis
- France
- Royaume-Uni
- Russie

Membres non permanents
- Algérie
- Argentine
- Bénin
- Brésil
- Danemark
- Grèce
- Japon
- Philippines
- Roumanie
- Tanzanie

Résolution no 1602 Résolution no 1604
La Résolution 1603 du Conseil de sécurité des Nations Unies, adoptée à l'unanimité le 3 juin 2005, après avoir rappelé les résolutions précédentes sur la situation en Côte d'Ivoire, prolonge le mandat de l'Opération des Nations Unies en Côte d'Ivoire (ONUCI) jusqu'à 24 juin 2005. 

## Résolution

### Observations
Le Conseil de sécurité a réaffirmé son soutien à l'accord de Linas-Marcoussis et à sa pleine mise en œuvre. Il a félicité l'Union africaine, la Communauté économique des États de l'Afrique de l'Ouest (CEDEAO) et les forces françaises pour leurs efforts visant à promouvoir un règlement pacifique de la situation en Côte d'Ivoire, mais a noté les défis existants pour la stabilité du pays et la menace qu'ils pourraient représenter pour la paix et la sécurité internationales dans la région.
Des inquiétudes ont été formulées du fait que certaines troupes de maintien de la paix déployées dans des pays africains aient commis des actes répréhensibles.

### Dispositif
Agissant en vertu du Chapitre VII de la Charte des Nations unies, le Conseil a exigé la pleine mise en œuvre de l'Accord de Pretoria par ses signataires, menaçant de prendre des sanctions contre ceux qui ne le respecteraient pas, comme prévu dans la résolution 1572 (2004). Le rôle de l'ancien président sud-africain Thabo Mbeki dans les efforts de médiation, au nom de l'Union Africaine, a été salué.
Le Conseil s'est félicité que les partis ivoiriens aient accepté d'organiser des élections présidentielles en octobre 2005 et a exigé que ces élections soient libres, équitables et transparentes. Il demande également à ce que la secrétaire général Kofi Annan nomme, après consultation de l'Union Africaine et de Thabo Mbeki, un Haut Représentant chargé de surveiller la conduite de ces élections, distinct du représentant spécial du secrétaire général pour la Côte d'Ivoire.
La résolution a également prolongé le mandat de l'ONUCI et celui des forces françaises de soutien jusqu'au 24 juin 2005, et a demandé au secrétaire général de prendre des dispositions pour accroître les effectifs de l'ONUCI. Enfin, le secrétaire général, l'Union africaine et la France ont été invités à tenir le conseil informé de la situation en Côte d'Ivoire.

## Voir également
- Guerre civile ivoirienne
- Opération des Nations Unies en Côte d'Ivoire